# Ben Chiarot
Benjamin John „Ben“ Chiarot (* 9. Mai 1991 in Hamilton, Ontario) ist ein kanadischer Eishockeyspieler, der seit Juli 2022 bei den Detroit Red Wings in der National Hockey League unter Vertrag steht. Zuvor verbrachte der Verteidiger acht Jahre in der Organisation der Winnipeg Jets und lief knapp drei Jahre für die Canadiens de Montréal sowie kurzzeitig für die Florida Panthers auf.

## Karriere

### Jugend
Ben Chiarot stammt aus einer Football-Familie, so spielte sein Großvater in der Canadian Football League und sein Vater für die University of Western Ontario. Ben Chiarot begann im Alter von fünf Jahren mit organisiertem Eishockey in seiner Heimatstadt Hamilton und spielte später in Jugendmannschaften in Toronto und Mississauga. 2007 wurde er von den Guelph Storm an 34. Position der OHL Priority Selection ausgewählt und spielte somit mit Beginn der Saison 2007/08 in der Ontario Hockey League (OHL), einer der drei höchsten Juniorenligen Kanadas.
Nachdem er in seiner Debüt-Saison nur auf 31 Einsätze gekommen war, etablierte er sich in seiner zweiten Spielzeit bei den Storm und kam in 67 Spielen auf 13 Scorerpunkte. Im Anschluss wurde er im NHL Entry Draft 2009 an 120. Position von den Atlanta Thrashers ausgewählt. Nach 41 Spielen in der nächsten Saison gaben ihn die Guelph Storm an die Sudbury Wolves ab und erhielten im Gegenzug Chris VanLaren; zudem gingen zwei Zweitrunden-Wahlrechte der OHL Priority Selections 2011 und 2012 nach Sudbury, während die Storm ein Sechstrunden- (2011) und ein Elftrunden-Wahlrecht (2012) erhielten. Nachdem er die Spielzeit in Sudbury beendet hatte, gab Chiarot mit dem ersten Einsatz für das Farmteam der Atlanta Thrashers, die Chicago Wolves aus der American Hockey League (AHL), sein Profi-Debüt.
Nach nur einem knappen Jahr bei den Sudbury Wolves wurde Chiarot im Dezember 2010 gemeinsam mit John McFarland an die Saginaw Spirit abgegeben, während die Wolves im Gegenzug Michael Sgarbossa, Alex Racino und Frank Schumacher erhielten; außerdem ging ein Drittrunden-Wahlrecht nach Saginaw und ein Viertrunden-Wahlrecht nach Sudbury (jeweils für die OHL Priority Selection 2011). Die Saison beendete er bei den Spirit mit 24 Punkten aus 39 Spielen und unterzeichnete nach Saisonende einen Einstiegsvertrag bei den Thrashers.

### Winnipeg Jets
Die Atlanta Thrashers wurden im Sommer 2011 nach Kanada umgesiedelt und firmierten von nun an als Winnipeg Jets. Gleichzeitig wechselten die Farmteams, sodass Chiarot die Saison 2011/12 bei den St. John’s IceCaps in der AHL sowie bei den Colorado Eagles in der ECHL verbrachte, wobei aufgrund einiger Verletzungen nur auf insgesamt 42 Einsätze kam. Nachdem der Kanadier in der Spielzeit 2012/13 mit den IceCaps den letzten Platz in der Atlantic Division belegt hatte, kehrte der sportliche Erfolg in der Folgesaison zurück, wobei Chiarot 20 Scorerpunkte in 65 Spielen erzielte und mit der Mannschaft das Finale um den Calder Cup erreichte, das sie allerdings gegen die Texas Stars verloren. Zudem debütierte er bereits im November 2013 für die Winnipeg Jets in der NHL, wobei dies vorerst sein einziger Einsatz blieb. Im Juli 2014 verlängerten die Jets seinen Vertrag um ein Jahr.
Nachdem der Verteidiger zu Beginn der Saison 2014/15 wieder in Reihen der St. John’s IceCaps stand, beriefen ihn die Winnipeg Jets im Dezember 2014 erneut ins NHL-Aufgebot, wo er sich etablieren konnte.

### Montréal, Florida und Detroit
Nach acht Jahren in der Organisation der Jets wurde sein Vertrag nach der Saison 2018/19 nicht verlängert. Demzufolge schloss sich Chiarot im Juli 2019 als Free Agent den Canadiens de Montréal an, die ihn mit einem Dreijahresvertrag ausstatteten, der ihm ein durchschnittliches Jahresgehalt von 3,5 Millionen US-Dollar einbringen soll. In den Playoffs 2021 erreichte er mit den Canadiens das Finale um den Stanley Cup, unterlag dort allerdings den Tampa Bay Lightning mit 1:4.
Im März 2022 wurde Chiarot wenige Tage vor der Trade Deadline an die Florida Panthers abgegeben, wobei Montréal weiterhin die Hälfte seines Gehalts übernahm. Im Gegenzug erhielten die Canadiens den Nachwuchsspieler Ty Smilanic, ein Erstrunden-Wahlrecht im NHL Entry Draft 2023 sowie ein Viertrunden-Wahlrecht im NHL Entry Draft 2022.
In Florida beendete er die Saison, ohne jedoch einen weiterführenden Vertrag zu erhalten, sodass er sich im Juli 2022 als Free Agent den Detroit Red Wings anschloss. Dort unterzeichnete er einen neuen Vierjahresvertrag mit einem Gesamtvolumen von 19 Millionen US-Dollar.

## Karrierestatistik
Stand: Ende der Saison 2024/25
(Legende zur Spielerstatistik: Sp oder GP = absolvierte Spiele; T oder G = erzielte Tore; V oder A = erzielte Assists; Pkt oder Pts = erzielte Scorerpunkte; SM oder PIM = erhaltene Strafminuten; +/− = Plus/Minus-Bilanz; PP = erzielte Überzahltore; SH = erzielte Unterzahltore; GW = erzielte Siegtore; 1 Play-downs/Relegation; Kursiv: Statistik nicht vollständig)